# Eric Chavez (Boxer)
Eric Chavez (* 9. April 1965 in Cebu City, Philippinen) ist ein ehemaliger philippinischer Boxer im Strohgewicht. 

## Profikarriere
Im Jahre 1985 begann er erfolgreich seine Profikarriere. Am 12. September 1989 boxte er gegen Nico Thomas um den Weltmeistertitel des Verbandes WBO und gewann durch K. o. Diesen Gürtel verlor er allerdings bereits in seiner ersten Titelverteidigung im Februar des darauffolgenden Jahres an Fahlan Sakkreerin.
Im Jahre 1998 beendete er seine Karriere.